# 贾姆·阿卜杜勒·卡里姆·比贾尔
贾姆·阿卜杜勒·卡里姆·比贾尔是一名巴基斯坦政治家，巴基斯坦人民黨籍。自2018年8月以来一直是巴基斯坦国民议会成员。

## 政治生涯
他从NA-236选区当选为巴基斯坦国民议会议员，成为2018年巴基斯坦大选的巴基斯坦人民党候选人。